# Liste des conseillers départementaux de l'Indre

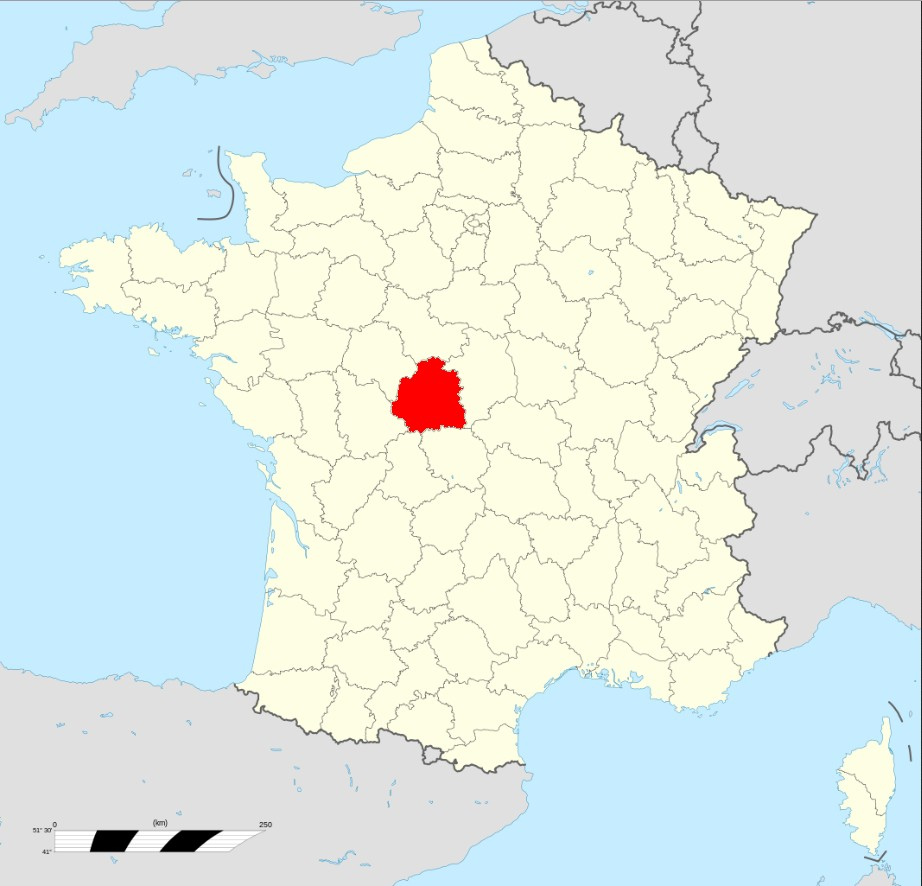
Le département de l'Indre en France.

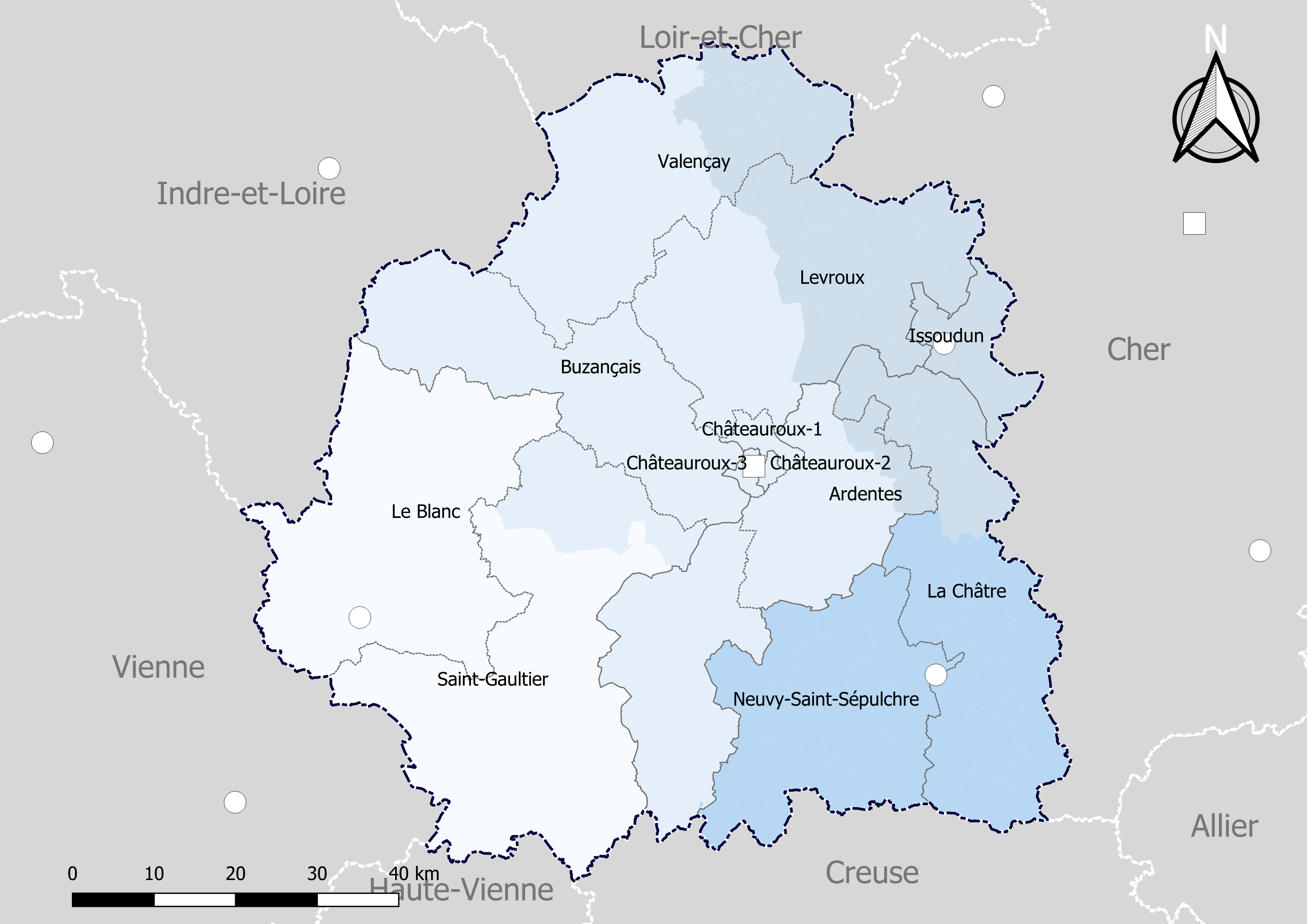
Découpage cantonal du département de l'Indre, avec en surimpression les arrondissements (en nuances de bleu)

Pour un article plus général, voir Conseil départemental de l'Indre.

## Composition du conseil départemental de l'Indre(26 sièges)
| Parti                                | Sigle | Sigle | Élus |
| ------------------------------------ | ----- | ----- | ---- |
| Majorité départementale              |       |       |      |
| Divers droite                        |       | DVD   | 12   |
| Union à droite                       |       | UD    | 4    |
| Les Républicains                     |       | LR    | 2    |
| Union des démocrates et indépendants |       | UDI   | 2    |
| Total                                | Total | Total | 20   |
|                                      |       |       |      |
| Opposition                           |       |       |      |
| Divers centre                        |       | DVC   | 2    |
| Divers gauche                        |       | DVG   | 2    |
| Union à gauche avec des écologistes  |       | UGE   | 2    |
| Total                                | Total | Total | 6    |

## Liste des conseillers départementaux de l'Indre
| Canton                               | Conseiller départemental    | Parti |
| ------------------------------------ | --------------------------- | ----- |
| Canton d'Ardentes                    | Gilles Caranton             | DVD   |
| Canton d'Ardentes                    | Nolwenn Fortuit             | DVD   |
| Canton d'Argenton-sur-Creuse         | François Avisseau           | UGE   |
| Canton d'Argenton-sur-Creuse         | Anne-Claude Moisan-Lefebvre | UGE   |
| Canton de Buzançais                  | Régis Blanchet              | DVC   |
| Canton de Buzançais                  | Frédérique Mériaudeau       | DVC   |
| Canton de Châteauroux-1              | Florence Petipez            | UD    |
| Canton de Châteauroux-1              | Marc Fleuret*               | UD    |
| Canton de Châteauroux-2              | Jean-Yves Hugon             | DVD   |
| Canton de Châteauroux-2              | Imane Jbara-Sounni          | DVD   |
| Canton de Châteauroux-3              | Gil Avérous                 | LR    |
| Canton de Châteauroux-3              | Chantal Monjoint            | LR    |
| Canton d'Issoudun                    | Michel Bougault             | DVG   |
| Canton d'Issoudun                    | Lucie Barbier               | DVG   |
| Canton de La Châtre                  | François Daugeron           | DVD   |
| Canton de La Châtre                  | Michèle Selleron            | DVD   |
| Canton du Blanc                      | Gérard Blondeau             | DVD   |
| Canton du Blanc                      | Nathalie Corbeau            | DVD   |
| Canton de Levroux                    | Philippe Métivier           | DVD   |
| Canton de Levroux                    | Nadine Bellurot             | DVD   |
| Canton de Neuvy-Saint-Sépulchre      | Christian Robert            | DVD   |
| Canton de Neuvy-Saint-Sépulchre      | Virginie Fontaine           | DVD   |
| Canton de Saint-Gaultier             | Gérard Mayaud               | UDI   |
| Canton de Saint-Gaultier             | Lydie Lacou                 | UDI   |
| Canton de Valençay                   | Claude Doucet               | UD    |
| Canton de Valençay                   | Mireille Duvoux             | UD    |
| *Président du conseil départemental. |                             |       |